# Anastasio Bustamante
Trinidad Anastasio de Sales Ruiz Bustamante y Oseguera (Jiquilpan, Intendencia de Valladolid; 27 de julio de 1780-San Miguel de Allende, Guanajuato; 6 de febrero de 1853) fue un médico, militar y político mexicano que se desempeñó como presidente de México en tres ocasiones.
Bustamante fue miembro de la Junta Provisional de Gobierno, el primer órgano de gobierno de México. Tras la caída del Primer Imperio mexicano, su apoyo al emperador Agustín de Iturbide fue indultado por el presidente Guadalupe Victoria. Las controvertidas elecciones generales de 1828 provocaron disturbios que obligaron a anular los resultados. Como resultado, el Congreso lo nombró vicepresidente, mientras que el liberal Vicente Guerrero fue nombrado presidente. El mando de Bustamante de una reserva militar durante la Expedición de Barradas en 1829 le permitió dar un golpe de Estado que derrocó a Guerrero.
Durante su primer mandato presidencial (1830-1832), expulsó al ministro estadounidense Joel Roberts Poinsett, promulgó una ley que prohibía la inmigración estadounidense a Texas y generó un superávit presupuestario. Su principal ministro durante este periodo fue el intelectual conservador Lucas Alamán. Los opositores a su régimen proclamaron el Plan de Veracruz en 1832, lo que desencadenó casi un año de guerra civil y finalmente obligó a Bustamante al exilio.
Durante su exilio, la Primera República federal colapsó y fue reemplazada por Santa Anna con la República Centralista de México. La caída en el poder de Antonio López de Santa Anna durante la Independencia de Texas en 1836 le dio a Bustamante la oportunidad de regresar a México y reasumir sin problemas la presidencia a principios de 1837. La negativa a compensar las pérdidas francesas en México resultó en la desastrosa Guerra de los Pasteles a fines de 1838. Bustamante dimitió brevemente en 1839 para reprimir una rebelión liderada por José de Urrea. 
Durante su tercer mandato presidencial (1839-1841), se restablecieron las relaciones con los Estados Unidos y se firmaron tratados con las potencias europeas. Las rebeliones a favor de restaurar el sistema federal y una crisis financiera en curso estaban provocando disturbios en todo el país. El estado de Yucatán se independizó en 1839, y en 1840 el propio Bustamante fue tomado como rehén en la capital por rebeldes federalistas que finalmente fueron derrotados. Una revuelta conservadora liderada por Mariano Paredes y Arrillaga finalmente lo obligó a un segundo exilio en 1841. Bustamante regresó en 1845 y participó en la guerra entre México y Estados Unidos. Pasó sus últimos años en San Miguel de Allende, donde falleció en 1853.

## Primeros años y estudios
Anastasio, cuyo nombre completo fue Trinidad Anastasio de Sales Ruiz Bustamante y Oseguera, nació en Jiquilpan, Intendencia de Valladolid el 27 de julio de 1780, hijo de José María Ruiz Bustamante y María Francisca Oseguera. Tuvo entre otros hermanos a María de la Trinidad (nacida el 23 de mayo de 1785), María Luisa Anastasia (nacida el 20 de agosto de 1790) y a José Antonio Carlos (nacido el 26 de mayo de 1775). Durante su infancia vivió en Tamazula y Zapotlán el Grande, su padre se dedicaba a transportar nieve a Guadalajara pero a pesar de sus escasos recursos procuró proporcionar buena educación a sus hijos. A la edad de quince años ingresó en el Seminario de Guadalajara, de donde pasó a la Ciudad de México para hacer sus estudios de medicina.

## Guerra de Independencia
Ejerció su profesión de médico hasta 1810 dentro del ejército realista, ejército realista al que se había enlistado en 1808, pero dejó de ejercer dicha profesión, al ser incorporado como oficial para combatir a los insurgentes, quedando bajo las órdenes de Félix María Calleja de esta forma participó en las batallas de Aculco y Puente de Calderón en las que Calleja destrozó al ejército insurgente de Miguel Hidalgo. En el sitio de Cuautla en 1812 fue distinguido con el rango de capitán, y tras la huida de Morelos, Calleja encargó a Bustamante su persecución. 
En el verano de 1817, combatió a las fuerzas de Francisco Xavier Mina bajo las órdenes del mariscal de campo Pascual de Liñán en una breve y exitosa campaña, continuando posteriormente las labores encomendadas de pacificación del país combatiendo a pequeñas fuerzas rebeldes en distintas regiones de la Nueva España,  lo que le permitió ser reconocido por sus servicios, lo que le dio fama.
Hacia el final de la guerra Bustamante se encontraba en la Hacienda de Pantoja a cargo de las operaciones en el Valle de Santiago cuando el Capitán Quintanilla en nombre de Agustín de Iturbide intentó reclutarlo para unirse al Plan de Iguala a lo que Bustamante accedió.
El virrey había dado órdenes al comandante general de la provincia, Antonio Linares, de que Bustamante fuera retirado de su mando, pero Bustamante interceptó el mensaje y proclamó su apoyo a la independencia el 19 de marzo de 1821. Viajó a Celaya, donde ofreció a Linares el puesto de mando, que este rechazó, entró en Guanajuato sin encontrar resistencia y sacó de la Alhóndiga los cuerpos de los insurgentes que habían sido ejecutados por luchar por la independencia al inicio de la guerra, trasladándolos al cementerio de San Sebastián.
Iturbide designó a Bustamante segundo al mando en lo que respecta a la revolución y lo acompañó a una conferencia con el general Cruz en la Hacienda de San Antonio. Bustamante fue entonces declarado jefe de toda la caballería, derrotando a las fuerzas de Bracho y San Julián que marcharon al rescate de Querétaro.
Mientras tanto, Iturbide viajó a Puebla y Bustamante avanzó por Arroyazarco hasta las afueras de la capital para preparar el asedio y luchó en Azcapotzalco. Antes de ocupar la Ciudad de México, Iturbide lo nombró miembro de la Junta de Gobierno y, posteriormente, Mariscal de Campo de la Regencia y Capitán General de las provincias interiores de Occidente y Oriente, cuando el territorio del Primer Imperio Mexicano se dividió en cinco distritos militares. 
En Huchi derrotó al Regimiento de Órdenes, una fuerza expedicionaria española para la cual fue recomendado para unirse a la Regencia. En la capital, estuvo a cargo de asuntos urgentes relacionados con las provincias del interior del país.

## Imperio y República Federal
Siendo Iturbidista, se adhirió desde luego al Plan de Iguala. A la consumación de la independencia fue miembro de la Junta Provisional Gubernativa. Bajo el Imperio recibió cargos y ascensos. 
Tras la caída del Primer Imperio Mexicano, se unió a Luis Quintanar en Guadalajara para proclamar una revolución a favor del sistema federal, con la esperanza de que, en la sublevación resultante, Iturbide pudiera encontrar la manera de regresar al poder. Sin embargo, el levantamiento fue derrotado y Bustamante y Quintanar se rindieron ante el general Nicolás Bravo , y ambos fueron desterrados a Sudamérica, un castigo que nunca se llevó a cabo debido a la agitación política que azotaba a México en ese momento.
Durante los primeros años de la Primera República, cuando la política mexicana se convirtió en una pugna entre el partido liberal federalista yorkino y el partido conservador centralista de Escoses , Bustamante se alineó con el primero, desconcertado por el odio a Iturbide que sentía el partido de Escoses. El presidente Guadalupe Victoria le otorgó a Bustamante el mando de las provincias del interior, y comenzó sus funciones con el rango de general de división. Se propuso reprimir las incursiones y proteger la frontera.
En 1828 el Congreso le otorgó la vicepresidencia en el gobierno de Vicente Guerrero, tras las controvertidas Elecciones federales de México de 1828.

### Plan de Xalapa
Cuando España intentó reconquistar México en 1829, Bustamante fue puesto al mando de un ejército de reserva, el cual utilizó para enfrentarse contra el presidente Guerrero. 
Su movimiento triunfó por lo que terminó asesinando a Guerrero, lo que le permitió ocupar el cargo de Presidente de la República el 1 de enero de 1830. Pronto traicionó a este y, con el apoyo de los alzados del cuartelazo y el Plan de Jalapa del 4 de diciembre de 1829, lideró un golpe de Estado, entró a la capital rodeado de tropas el 31 de diciembre tomando posesión de la presidencia al día siguiente ocasionando un conflicto con los diputados ya que legalmente el presidente seguía siendo Vicente Guerrero y en su ausencia José María Bocanegra debía asumir las funciones como vicepresidente por lo que Bustamante estaba usurpando el puesto.

## Primera presidencia (1830-1832)

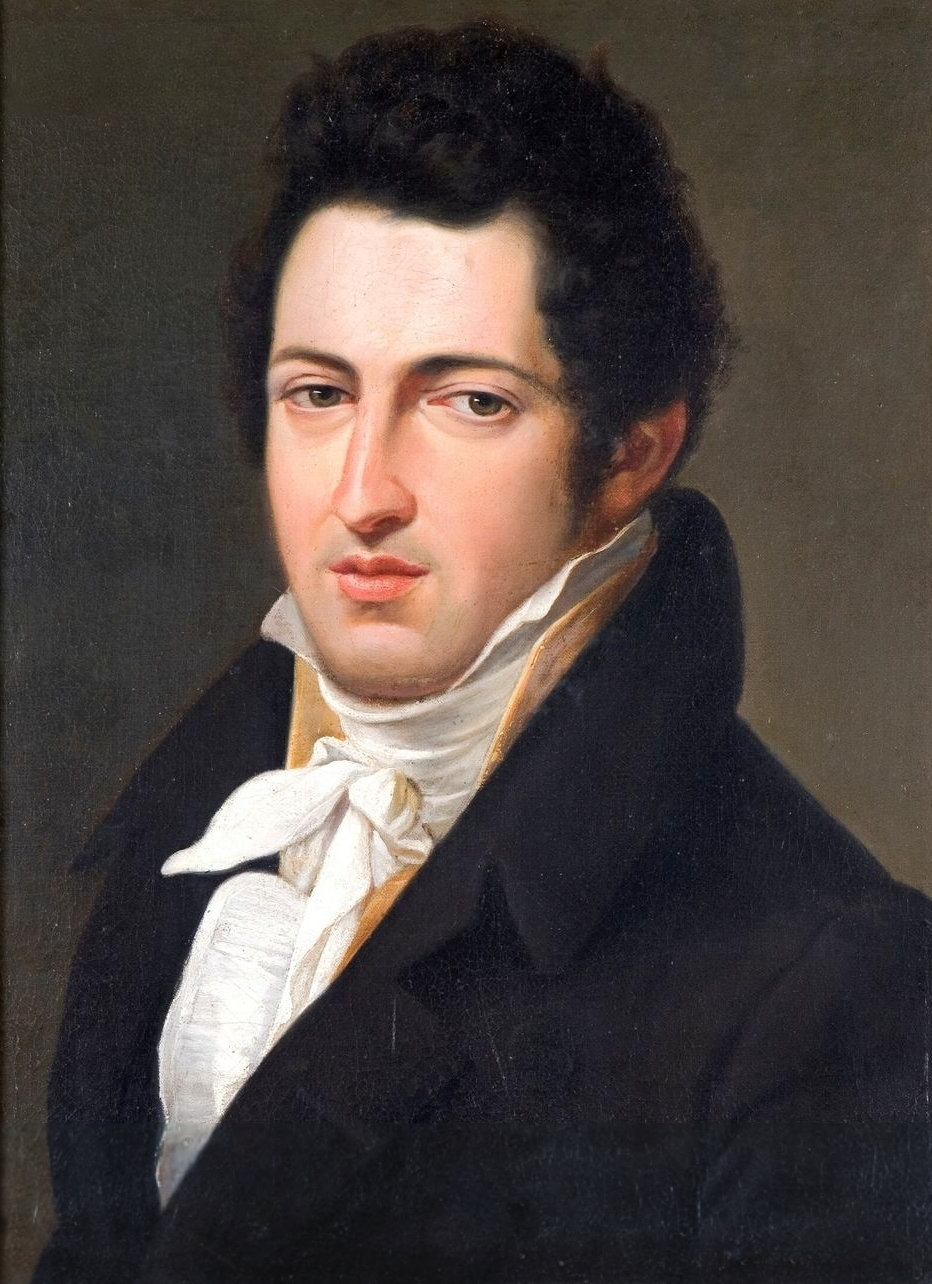
Lucas Alamán el ministro de Relaciones Exteriores e Interiores durante la primera presidencia de Bustamante.

Bustamante asumió oficialmente la presidencia el 1 de enero de 1830. Nombró a Lucas Alamán ministro de Interior y Relaciones Exteriores, a Rafael Mangino y Mendívil ministro de  Hacienda, al coronel José Antonio Facio ministro de Guerra y Marina, y a José Ignacio Espinosa ministro de Justicia . El Congreso ratificó el Plan de Jalapa, pero no anuló los resultados de las elecciones de 1828. Más bien, declaró a Guerrero incapacitado para gobernar, y en consecuencia, el vicepresidente Bustamante asumió la presidencia.
Cesa a empleados que no le son incondicionales, destierra a los más connotados miembros del partido masón yorkino, expulsa del país al embajador estadounidense, manda apalear a periodistas y crea la policía secreta. La prensa clandestina lo llama Brutamante, pero él se gana con su proceder las simpatías del alto clero y del partido masón escocés, que comienzan a dar cauce al conservadurismo. 
El nuevo gobierno, en particular sus ministros Alamán y Facio, lamentaron la expulsión de los españoles que se había llevado a cabo bajo administraciones anteriores, pero no intentaron deshacer esas medidas debido al sentimiento popular antiespañol.

### Levantamientos contra Bustamante
Mientras tanto, Guerrero seguía prófugo en el sur del país, y los comandantes que previamente habían combatido a los españoles ahora se encontraban en bandos opuestos de un conflicto civil. Del lado de Guerrero estaban Juan Álvarez , Francisco Mongoy, Gordiano Guzmán e Isidoro Montes de Oca. Del lado de Bustamante estaban Nicolás Bravo , Manuel de Mier y Terán y Melchor Múzquiz . El conflicto estalló en otras partes del país, pero fue reprimido. Un hermano del expresidente Guadalupe Victoria fue ejecutado por tomar las armas contra el gobierno.

### Problemas en Texas

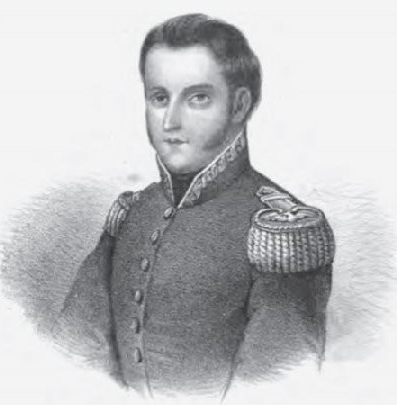
Bustamante envío al general Manuel de Mier y Terán a asegurar la provincia de Texas que estaba densamente poblada por inmigrantes estadounidenses.

El 6 de abril de 1830, el gobierno tomó medidas ante la crisis que se desarrollaba en el estado de Coahuila . La región se había visto cada vez más poblada por inmigrantes estadounidenses desde los últimos días del dominio español, y la cantidad de colonos amenazaba la capacidad de México para administrarla. El ministro Alamán aprobó una ley que prohibía la colonización de Texas por parte de extranjeros de países limítrofes con México y que imponía el cumplimiento de las aduanas a lo largo de la frontera. Se ordenó al general Terán establecer una serie de fuertes a lo largo de la frontera texana. Los colonos que hasta entonces habían vivido en una virtual independencia, hasta el punto de poseer abiertamente esclavos, lo cual era ilegal en México, encontraron la ley sumamente irritante. 

### Captura y ejecución de Vicente Guerrero
Por primera vez en la historia de México, las celebraciones oficiales del Día de la Independencia se celebraron el 27 de septiembre, además del 16, para conmemorar la entrada del Ejército Trigarante de Agustín de Iturbide a la Ciudad de México, además de las habituales conmemoraciones del Grito de Dolores. El 1 de enero de 1831, el general Nicolás Bravo asestó un golpe decisivo a las fuerzas restantes de Vicente Guerrero. Este último intentó huir a bordo del barco Colombo, que zarpaba del puerto de Acapulco, pero el capitán Francisco Picaluga atracó en Huatulco y entregó a Guerrero a las autoridades. Guerrero fue sometido a un consejo de guerra y condenado a muerte, siendo fusilado el 14 de febrero. La ejecución de uno de los héroes de la independencia, que recordaba la muerte de Agustín de Iturbide tan solo siete años antes, conmocionó al país y se extendieron los rumores de que el gobierno había pagado a Picaluga.
El asesinato de Guerrero, ordenado y pagado por Bustamante, estimula a la oposición, y después de protestas y alzamientos firma los Convenios de Zavaleta con Gómez Pedraza y Santa Anna en el que cedió a este último el poder en 1833. 
Si bien fue acusado del asesinato de Vicente Guerrero se salvó de ser ejecutado por traición porque se le incluyó en la Ley del Caso la cual ordenaba el destierro a todos los opositores del presidente reformista de Valentín Gómez Farías.
Tras el fin de la lucha de Guerrero en el sur, reinó una relativa paz en todo el país. Los impuestos y las aduanas aumentaban, y el crédito nacional comenzó a mejorar. En la apertura del congreso, el 1 de enero de 1832, Bustamante informó que todos los estados contaban ahora con un superávit considerable y que los recursos del gobierno federal contaban con fondos suficientes para pagar seis meses de intereses de la deuda externa..
Sin embargo, tras la creciente prosperidad se escondía la inquietud por las medidas cada vez más autocráticas del gobierno. Se abolió la libertad de expresión, y los poderes legislativo y judicial se volvieron cada vez más serviles al ejecutivo.

## Plan de Veracruz y derrocamiento

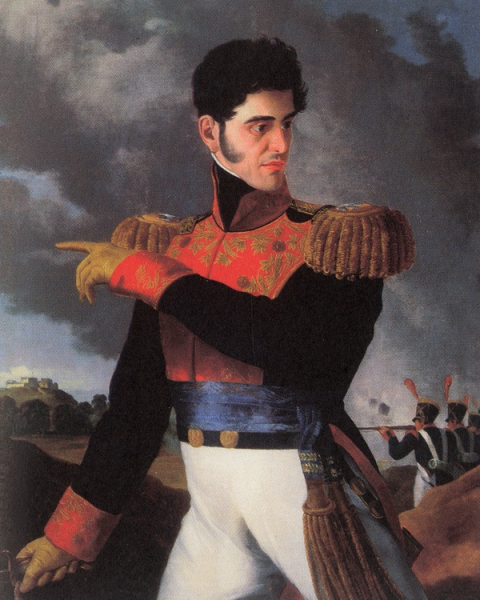
Santa Anna jugó un papel importante en el Plan de Veracruz de 1832, que eventualmente lo lanzaría a la presidencia por primera vez.

El 2 de enero de 1832, la guarnición de Veracruz se pronunció contra el gobierno, acusando a los ministros de actuar con arrogancia y exigiendo su destitución. Santa Anna, por aquel entonces, tenía fama de liberal; había proclamado la república cuando la del emperador Agustín de Iturbide se tornaba cada vez más autocrática y había sido partidario de Vicente Guerrero. La oposición se había congregado en torno a él con la esperanza de que liderara un movimiento para derrocar a Bustamante. Santa Anna accedió a unirse al movimiento y, el 4 de enero, se dirigió al presidente Bustamante ofreciéndose a mediar entre los rebeldes y el presidente para evitar un derramamiento de sangre.
El gobierno no logró derrotar a Santa Anna, y la revolución se extendió a Tamaulipas, donde los rebeldes derrotaron a las fuerzas de Manuel de Mier y Terán en Tampico. Mier y Terán se suicidó tras el suceso. Ahora, más estados se unieron a la revolución y comenzaron a exigir no solo la destitución de los ministros, sino también la sustitución del propio Bustamante por Manuel Gómez Pedraza, quien había ganado las elecciones de 1828 antes de huir del país tras la revuelta de Vicente Guerrero en su contra. Mientras tanto, los estados de San Luis Potosí, Michoacán, Chihuahua, México, Puebla y Tabasco permanecieron leales a Bustamante, pero la revolución continuó avanzando.
El gobierno se vio conmocionado por la noticia de que la hasta entonces leal ciudad de San Luis Potosí fue capturada por el general José Esteban Moctezuma el 6 de agosto, y el presidente Bustamante asumió personalmente el mando de las tropas para liderar una expedición contra él. Bustamante dimitió como presidente y los diputados eligieron al general Melchor Múzquiz como presidente interino el 14 de agosto. Bustamante derrotó a las fuerzas de Moctezuma el 18 de septiembre y ocupó la ciudad el 30 de septiembre. Desafortunadamente para el gobierno, el general Gabriel Valencia proclamó entonces su apoyo a la revolución en el Estado de México, lo que lo puso en posición de amenazar la capital. Bustamante avanzó de regreso hacia la Ciudad de México y llegó al Peñón Blanco, donde obtuvo la promesa del gobernador García de apoyar al gobierno, promesa que posteriormente incumplió. Mientras tanto, en Veracruz, después de un estancamiento de seis meses, Santa Anna logró derrotar a las fuerzas gubernamentales lideradas por Facio, lo que permitió a su ejército abandonar Veracruz y avanzar hacia la capital, llegando a Tacubaya el 6 de octubre.
Sin embargo, Santa Anna regresó el 6 de noviembre para enfrentarse al ejército de Bustamante en la ciudad de Puebla, donde finalmente lo derrotó el 16 de noviembre. Para entonces, el gobierno había perdido el control del resto del país, conservando únicamente la lealtad de Oaxaca y Chihuahua. Bustamante abandonó la lucha militar e inició negociaciones en las que se acordó un armisticio hasta que el Congreso aprobara un tratado de paz entre las partes. El Congreso se negó a rendirse, pero Bustamante los desobedeció para evitar un mayor derramamiento de sangre y procedió a negociar una paz que fue ratificada el 23 de diciembre de 1832 mediante el Tratado de Zavaleta. De acuerdo con el tratado, la presidencia pasó a Manuel Gómez Pedraza. Bustamante fue desterrado a Europa 1 año después, en 1833.

## Vida en el exilio en Europa
Bustamante pasó su exilio viajando por Europa, recorriendo establecimientos militares y, durante su estancia en París, asistiendo a conferencias en el Ateneo, incluyendo las del astrónomo François Arago. Siguiendo su formación médica, visitó las colecciones anatómicas de Montpellier y Viena. Aprendió a hablar francés con fluidez, aunque con un marcado acento, y su posición como expresidente de México le permitió tener contacto con personalidades prominentes.
En 1833, el gobierno liberal del presidente Valentín Gómez Farías , que había sucedido a Bustamante, fue derrocado por Santa Anna, quien se había pasado al bando conservador y había contribuido a la reescritura de la constitución, estableciendo la República Centralista de México, que despojó a las provincias de su autonomía en favor de un gobierno central fuerte. Las revueltas contra la nueva constitución estallaron en todo el país, y Santa Anna se propuso reprimirlas. Con los conservadores en el poder, a Bustamante ya no se le prohibió regresar al país. Permaneció en Europa por el momento, pero le afectó profundamente la noticia de la Batalla de San Jacinto en 1836, en la que México perdió Texas. El gobierno lo invitó a regresar al país, y el recién llegado Bustamante ofreció sus servicios a la nación en la guerra contra Texas. 

## Segunda presidencia (1837-1839)

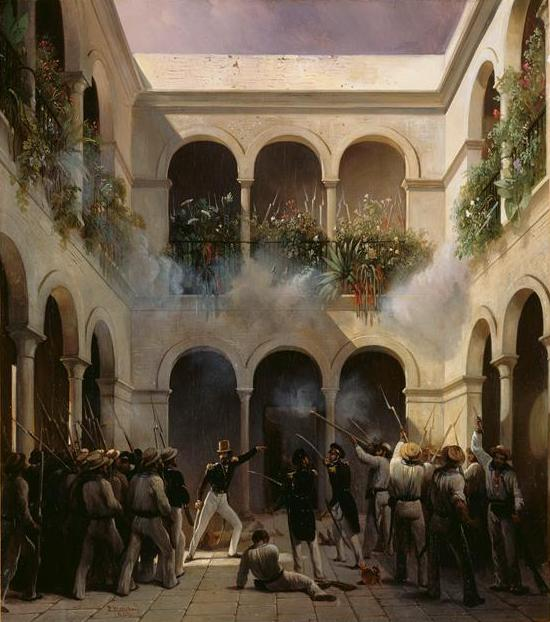
Tropas francesas combatiendo en Veracruz durante la Guerra de los Pasteles

Sin embargo, con la caída de Santa Anna, Bustamante se convirtió en el conservador más destacado de la nación. Tras la desastrosa presidencia de José Justo Corro, que no pudo evitar la pérdida de Texas, el Congreso votó a favor de ofrecerle la presidencia, la cual aceptó el 12 de abril de 1837. Aceptó y publicó una proclama explicando que había abandonado su tranquilo retiro en Europa para ofrecer sus servicios a la nación en la lucha contra la provincia rebelde de Texas. Lamentó la falta de fondos para lograr este fin y prometió promover la justicia imparcial y el bien del país.
Eligió a Joaquín Lebrija como ministro de Hacienda, a José Mariano Michelena como ministro de Guerra, a Manuel de la Peña y Peña como ministro del Interior y a Luis Gonzaga Cuevas, conocido por ser colaborador del anterior ministro de Bustamante, Lucas Alamán, como ministro de Relaciones.
Poco después de la inauguración, llegó la noticia de que el gobierno español había reconocido la independencia mexicana, en un tratado celebrado en Madrid con el plenipotenciario mexicano, Miguel Santa María, el 28 de diciembre de 1836. El tratado fue ratificado por el Congreso mexicano en mayo de 1837.
En San Luis Potosí estallaron pequeñas revueltas contra el gobierno , pero fueron reprimidas. Esteban Moctezuma, quien había desempeñado un papel clave en el primer derrocamiento de Bustamante, fue asesinado durante las represalias del gobierno.

### Guerra de los Pasteles

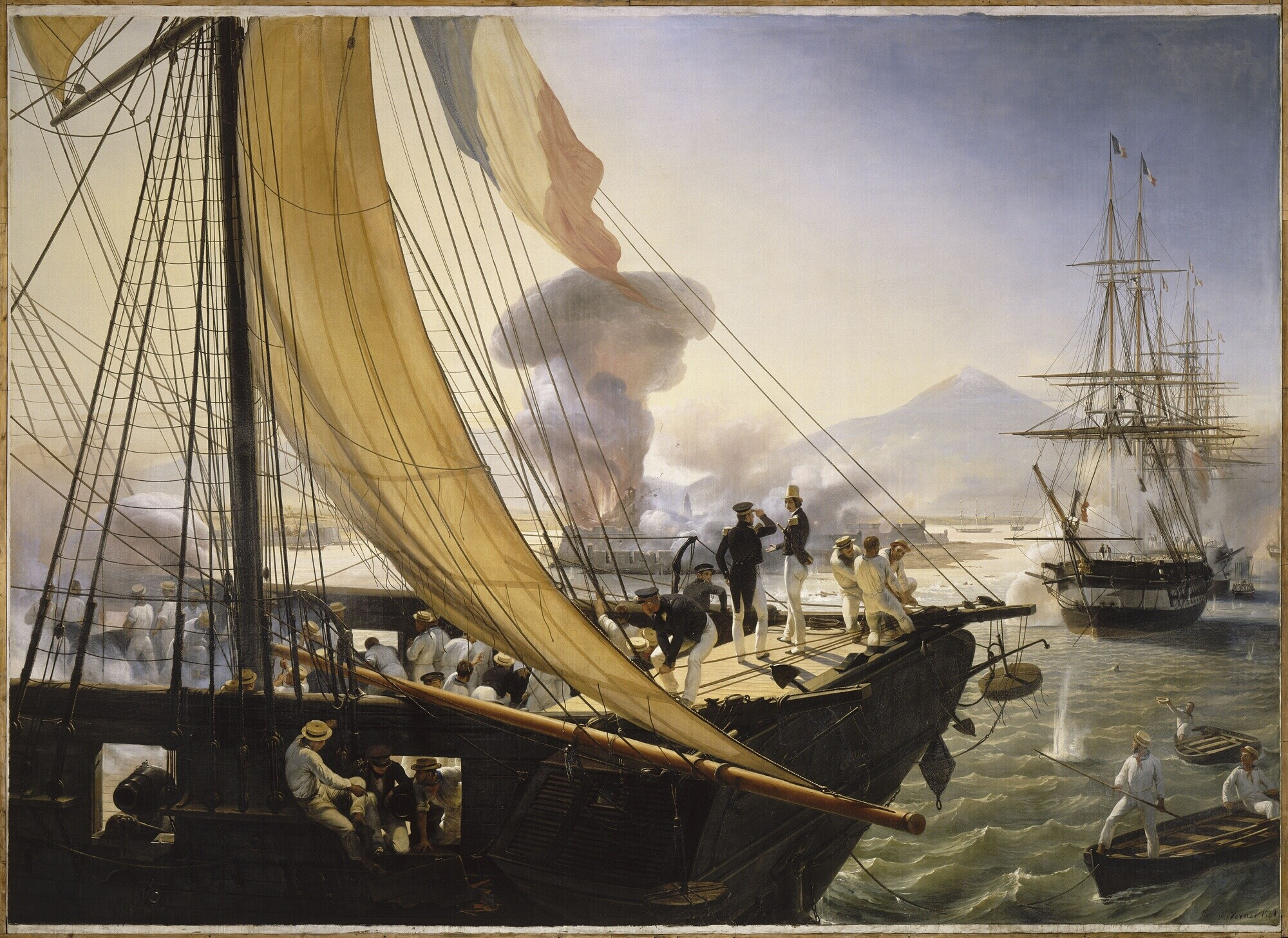
Bombardeo a San Juan de Ulúa durante la Guerra de los Pasteles que aconteció durante la segunda presidencia de Bustamante.

Meses de bloqueo y la ocupación militar del puerto de Veracruz se sucedieron a raíz de las reclamaciones financieras francesas. Francia llevaba mucho tiempo intentando negociar acuerdos por los daños sufridos por sus ciudadanos durante los conflictos mexicanos. Las reclamaciones de un panadero francés radicado en la Ciudad de México darían nombre al conflicto posterior.
Las conversaciones diplomáticas sobre el asunto fracasaron en enero de 1838, y los buques de guerra franceses llegaron a Veracruz en marzo. Un ultimátum francés fue rechazado y Francia declaró que bloquearía los puertos mexicanos. Otra ronda de negociaciones fracasó y los franceses comenzaron a bombardear Veracruz el 27 de noviembre. La fortaleza de San Juan de Ulúa no resistió la artillería francesa y se rindió al día siguiente, y el gobierno mexicano respondió declarando la guerra. Antonio López de Santa Anna, quien había caído en desgracia tras reconocer la Independencia de Texas, abandonó su vida privada en Manga de Clavo para liderar tropas contra los franceses, recibiendo el mando del gobierno mexicano.
El 5 de diciembre, tres divisiones francesas desembarcaron en Veracruz para capturar los fuertes de Santiago y Concepción, y arrestar a Santa Anna. Los fuertes fueron capturados, pero la división encargada de encontrar a Santa Anna fue repelida en el cuartel de La Merced. Santa Anna perdió una pierna en el combate, lo que le granjeó gran simpatía pública tras la deshonra sufrida por la derrota en Texas. No obstante, los franceses tenían el control efectivo de Veracruz y, hasta entonces, los resultados de la guerra llevaron a la dimisión del gabinete de Bustamante. 
Gran Bretaña, que también tenía intereses en México, había estado sufriendo los efectos del bloqueo francés y había anclado trece buques en Veracruz como demostración de fuerza. Francia, que no deseaba entrar en conflicto con Inglaterra ni invadir México, reanudó las negociaciones. En abril de 1838 se llegó a un acuerdo que resultó en la salida francesa y el acuerdo mexicano de pagar daños y perjuicios a Francia.

## Rebelión de Tampico

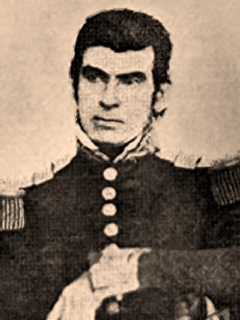
José de Urrea

En octubre de 1838, estalló otra rebelión contra el gobierno en Tampico, que pronto se puso bajo el mando del general José de Urrea . La revuelta se extendió a San Luis Potosí y Nuevo León , y el gobierno envió a Valentín Canalizo con tropas reclutadas para la Guerra de los Pasteles. Canalizo fue repelido, no sin antes matar a Montenegro, el instigador original de la revuelta. Se enviaron refuerzos gubernamentales bajo el mando de Garay y Lemus, pero estos cambiaron de bando y se unieron al asedio rebelde de Matamoros. Los rebeldes lograron derrocar a los gobernadores de Monterrey y Nuevo León, y en marzo de 1839, los refuerzos gubernamentales bajo el mando del general Cos fueron derrotados por Mejía.{{sfn|Bancroft|1881|
Bustamante renunció a la presidencia, asumió el mando de las fuerzas armadas y marchó a San Luis Potosí. Mientras tanto, Santa Anna ostentaba la presidencia. Los rebeldes, al mando de Urrea y Mejía, incursionaron en Puebla, y Santa Anna partió de la capital para enfrentarlos. Las fuerzas gubernamentales, al mando del general Valencia, derrotaron a los rebeldes en la batalla de Acajete el 3 de mayo de 1839 y capturaron al general Mejía, quien fue ejecutado sumariamente. Urrea, sin embargo, escapó y se retiró a Tampico, que cayó en manos de las fuerzas gubernamentales el 11 de junio, tras lo cual Urrea fue exiliado. 
El resto de los rebeldes se concentró en el noreste, recibió ayuda de Texas y conspiró para separar las provincias del norte de México y formar una república independiente. Sin embargo, los rebeldes sufrieron una serie de derrotas a manos de Mariano Arista antes de rendirse finalmente al gobierno el 1 de noviembre de 1839.

## Tercera presidencia (1839-1841)
Reasume la Presidencia en 1839. Cuando estalló en la capital en 1841 la revolución que se llamó de "Regeneración", las cámaras nombraron presidente interino de la república a Francisco Javier Echeverría, porque el presidente Anastasio Bustamante había tomado el mando de las tropas para ir a combatir a los insurrectos, tras varios abandonos y reasunciones de la Presidencia, mediante algunos interinaos, cede el poder definitivamente a Santa Anna.
En ese tiempo se establecieron relaciones con España, se reanudaron con Estados Unidos (que él mismo había interrumpido), el estado de Yucatán (entonces toda la península) se escinde del país y pone como condición el regreso al federalismo para reintegrarse. La inconformidad crece en medio del desbarajuste administrativo y el caos económico, y pronto surge otro conflicto que Santa Anna aprovecha para intervenir quitándole el poder. Bustamante vuelve a sus viajes por Europa y regresa en 1845, cuando el gobierno de Estados Unidos buscaba pretextos para iniciar la guerra.
En 1846 es nombrado por los centralistas presidente del Congreso, con una nula participación durante la invasión de los estadounidenses. Cuando estos se retiran, llega a cumplir algunas funciones de poco valor hasta que opta por el retiro.

## Últimos años
Murió en San Miguel de Allende, el 6 de febrero de 1853. De acuerdo con su voluntad, su corazón fue enviado a la Catedral Metropolitana de la Ciudad de México y depositado junto a los restos de Agustín de Iturbide. Sus restos reposan en las catacumbas de la Parroquia de San Miguel Arcángel en San Miguel de Allende.